# Khairul Nizam
Khairul Nizam (* 25. Juni 1991 in Singapur), mit vollständigen Namen Mohammad Khairul Nizam bin Mohammad Kamal, ist ein singapurischer Fußballspieler.

## Karriere

### Verein
Khairul Nizam stand von 2009 bis 2011 bei den Young Lions unter Vertrag. Die Young Lions sind eine U23-Mannschaft, die 2002 gegründet wurde. In der Elf spielen U23-Nationalspieler und auch Perspektivspieler. Ihnen soll die Möglichkeit gegeben werden, Spielpraxis in der ersten Liga zu sammeln. Von September 2010 bis April hat er pausiert. Nach 48 Erstligaspielen wechselte er 2012 zu den Singapore LionsXII. Die Lions Twelve waren ein Fußballverein aus Singapur, der von 2012 bis 2015 in der höchsten Liga von Malaysia, der Malaysia Super League, spielte. Mit dem Verein wurde er 2012 Vizemeister und 2013 Meister. 2015 stand er im Finale des Malaysia FA Cup. Im Endspiel besiegte man den Kelantan FA mit 3:1. 2016 unterschrieb er einen Vertrag beim singapurischen Erstligisten Home United. Für Home stand er 31-mal in der S. League auf dem Spielfeld. Warriors FC, ebenfalls ein Erstligist, nahm ihn Anfang 2018 für zwei Jahre unter Vertrag. Anfang 2020 wurde er von Geylang International verpflichtet. Für Geylang stand er zehnmal in der ersten Liga auf dem Spielfeld. 2021 nahm ihn der ebenfalls in der ersten Liga spielende Hougang United für ein Jahr unter Vertrag. Für Hougang bestritt er sechs Erstligaspiele. Die Saison 2022 spielte er beim Ligakonkurrenten Tanjong Pagar United. Hier kam er 16-mal in der ersten Liga zum Einsatz. Nach der Saison wurde sein Vertrag nicht verlängert.

### Nationalmannschaft
Khairul Nizam spielt seit 2010 in der singapurischen Nationalmannschaft.

## Erfolge
Singapore LionsXII
- Malaysia FA Cup

Sieger: 2015
- Malaysia Super League

Vizemeister: 2012
Meister: 2013